# ترك أباد (محمدية أردكان)
ترك أباد (بالفارسية: ترک‌آباد) هي قرية تقع في إيران في قسم محمدیة الريفي. يقدر عدد سكانها بـ 2,656 نسمة .